# Dolichopeza (Sinoropeza) furcellatusa
Dolichopeza (Sinoropeza) furcellatusa is een tweevleugelige uit de familie langpootmuggen (Tipulidae). De soort komt voor in het Oriëntaals gebied.